# Jornalismo jurídico
Jornalismo jurídico ou jornalismo de advocacia  é a especialização da profissão jornalística nos fatos jurídicos, judiciais, legislativos, relativos à Justiça, ao Direito e à prática da advocacia, bem como o exercício de assessoria de imprensa para profissionais e escritórios de advocacia.
O jornalismo jurídico é uma área fortemente baseada em fatos, mas pode suportar um ponto-de-vista em alguma fonte do setor público ou privado. Crimes empresariais, criticismo ao governo, corrupção e questões sociais são tópicos de interesse frequentes. Desta maneira, os jornalistas de advocacia servem ao interesse público de uma maneira semelhante ao jornalismo investigativo.
No Brasil, veículos de referência na área são os websites Consultor Jurídico, Última Instância, Jus Navigandi e Folha Jurídica, sendo que na televisão, um canal de referência é a TV Justiça. Há poucos sites regionais que tratam do tema, dentre os existentes se destaca o MidiaJur e o Olhar Jurídico, ambos de Mato Grosso.

## Temas
As pautas do jornalismo jurídico incluem a cobertura de eventos (julgamentos, trâmites de processos e seus andamentos, mudanças na lei), as instituições que geram produtos e fatos (Ordem dos Advogados, tribunais, fóruns), as políticas públicas para a área (Poder Judiciário, ministério da Justiça) e o dia-a-dia do setor.
No entanto, diversos especialistas afirmam que o Jornalismo Jurídico é extremamente suscetível a erros e informações equivocadas, principalmente por parte dos repórteres e redatores. Segundo a Profª Ana Filipa Matias, os erros frequentes nesta área são fruto do desconhecimento dos jornalistas sobre a legislação e as ciências jurídicas.

A prática tem demonstrado a existência de um grande número de notícias incidentes sobre questões jurídicas para as quais os jornalistas não têm, pela sua formação específica, as bases habilitantes. Verifica-se, por isso, uma série de incorreções e imprecisões linguísticas e técnicas na forma como as notícias são dadas, o que tem como consequência uma falta de rigor na informação. Esta ausência de rigor é, como facilmente se compreende, contrária aos princípios e orientações da profissão do jornalista.1